# 育瓦迪 (克钦邦)
育瓦迪，是缅甸克钦邦莫宁镇区下辖的一个镇。该镇位于和平与印多吉湖之间的公路旁。居民主要为红掸族、缅族和克钦族。